# JYP Entertainment
JYP Entertainment (em coreano:  JYP 엔터테인먼트 e estilizado como JYPE) é um conglomerado de entretenimento sul-coreano fundado por J.Y. Park em 1997. A empresa opera como uma gravadora, agência de talentos, empresa de produção musical, gestão de eventos, empresa de produção de shows e editora de música. É conhecido como uma das maiores gravadoras do setor de K-Pop devido à forte participação no mercado e operações internacionais. Ela participa da Big3, ao lado das empresas YG Entertainment e SM Entertainment.
Alguns artistas notáveis da empresa incluem os grupos 2PM, Day6, Twice, Boy Story, Stray Kids, ITZY, NiziU, Xdinary Heroes, Nmixx e Vcha.

## História

### 1997-1999: Formação e primeira geração de K-pop
A JYP Entertainment foi fundada em 1997 pelo cantor e compositor sul-coreano Park Jin-young (o nome da empresa é em homenagem ao seu nome artístico, J. Y. Park) como Tae-Hong Planning Corporation, que eventualmente foi alterada para JYP Entertainment em 2001. Em 1997, a empresa assinou um contrato com seu primeiro artista feminino, Pearl.
Em 1999, a empresa de entretenimento SidusHQ apresentou os futuros membros do boy group Groove Over Dose (g.o.d) ao Park como seu produtor e mentor. Em cooperação com a SidusHQ, a JYP supervisionou a formação de g.o.d, que faria sua aparição de estreia em 13 de janeiro de 1999. Enquanto o grupo em si era gerenciado por SidusHQ, seu primeiro álbum de estúdio, Chapter 1, foi produzido por Park.

### 2000-2009: Aumento de popularidade e segunda geração do K-pop
Em dezembro de 2000, JYP assinou com artista Rain como trainee, que fez sua estreia musical dois anos depois, em maio de 2002. Rain tornou-se um artista de grande sucesso comercial em toda a Ásia. Seu terceiro álbum de estúdio, It's Raining, passou a registrar vendas acumuladas de mais de 1 milhão de cópias em sete países asiáticos, incluindo a Coreia do Sul.
Em 27 de dezembro de 2002, o primeiro grupo masculino da empresa foi um grupo formado por quatro membros chamado Noel mas eles não conseguiram atrair grande popularidade. JYP então voltou seu foco para a dupla irmãos One Two em 2003. Em 2004, após o término do contrato do grupo da boy band G.o.D. com a SidusHQ, eles assinaram um contrato com a JYP.
Em maio de 2006, a JYP formou seu primeiro grupo feminino, Wonder Girls, que se tornaram um sucesso comercial e foi o primeiro grupo sul-coreano a entrar na parada Billboard Hot 100 em 2009, quando sua música "Nobody" alcançou o número 76. O seu sucesso levou a um acordo de gestão com o Jonas Group, que permitiu que o grupo fosse ato de abertura da turnê mundial dos Jonas Brothers em cidades selecionadas.

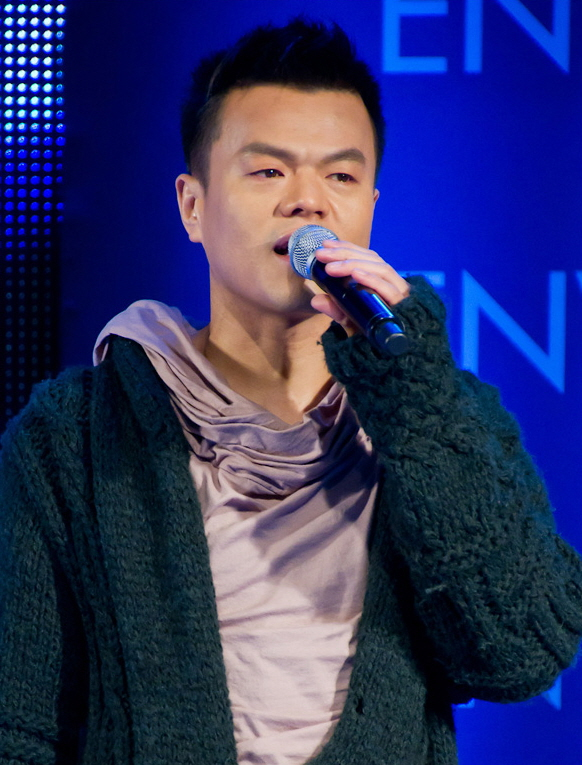
Park Jin-young, fundador da JYP Entertainment.

Em 2007, o artista Rain deixou a JYP e estabeleceu sua própria agência chamada J. Tune Entertainment, mas afirmou que ainda matinha um relacionamento colaborativo com J.Y. Park.
Em 2008, foi criado o reality show intitulado Hot Blood Men, que apresentava duas equipes de trainees masculinos um contra o outro para concorrer uma chance de estrear no ramo musical. O grupo vencedor, One Day, foi posteriormente dividido em duas boy bands, 2PM e 2AM; ambos estrearam no mesmo ano. 2AM foi contratado pela Big Hit Entertainment. Mais tarde, em outubro, a JYP abriu o JYP Beijing Center como sua filial na China. Nesse mesmo ano, a Creative Artists Agency incluiu a JYP em sua lista de clientes de alto perfil.

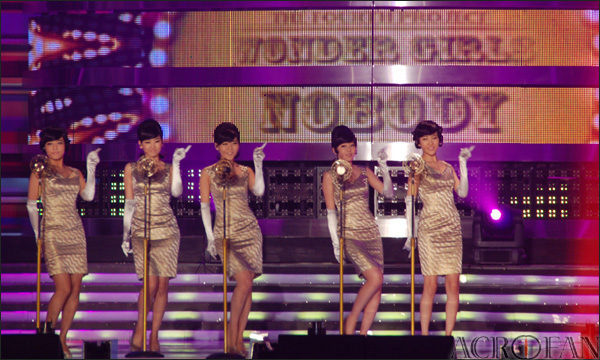
Wonder Girls em 2008. Elas se tornaram o primeiro grupo sul-coreano a entrar na Billboard Hot 100.

Expandindo seus esforços para a indústria de produção de drama coreanos seguindo os passos da SM C&C e CJ E&M (atualmente, CJ ENM) com Studio Dragon, a JYP estabeleceu uma parceria com a produtora TV Holym e a KEYEAST Entertainment em junho de 2009. Mais tarde, a Holym anunciou sua primeira grande produção de drama televisivo, Dream High, em 2010.

### 2010-2017: Terceira geração do K-pop
Em março de 2010, a JYP fez um empreendimento conjunto com a SM Entertainment, YG Entertainment, Star Empire, Media Line, CAN Entertainment e Music Factory Entertainment para estabelecer a KMP Holdings, a distribuidora oficial de lançamentos dessas empresas. Em 28 de dezembro de 2010, foi anunciado que a JYP se tornou a maior acionista da J.Tune Entertainment. A subsidiária AQ Entertainment foi mais tarde formada e introduziu o girl group sino-coreano Miss A.
Em novembro de 2011, a subsidiária norte-americana JYP Creative foi estabelecida e foi relatado que Park investiu aproximadamente US$ 1,2 milhão na filial. No entanto, após um ano de operação, a empresa supostamente viu uma perda líquida de cerca de US$ 1,5 milhão até o final de 2012, forçando o CEO a liquidar a filial e fechar todas as operações dos EUA, incluindo a filial de Nova York. No mesmo ano, Park Jimin, vencedora da série de TV competitiva K-pop Star, e Baek Yerin, uma estagiária e concorrente no programa Star King, estrearam como a dupla 15&.
Em 2012, a JYP Pictures assinou um contrato com o China Eastern Performing Arts Group para co-produzir o filme Hold Your Hand, com atores que pertenciam à JYP.
Em 20 de junho de 2013, o plano de fundir a empresa de capital aberto JYP Entertainment (que abriga artistas como 2PM, 2AM e Wonder Girls) e a empresa privada JYP (que abriga artistas como J. Y. Park, Sunmi, Park Ji-min, Baek Ye-rin e Lee Jung-jin) como uma única empresa foi anunciado. A assembleia geral sobre a fusão realizou-se em 13 de setembro. A reunião foi concluída com a aprovação da fusão, com vigência a partir de 17 de outubro. Assim, os artistas sob a JYP privada se tornarão parte da JYP Entertainment pós-fusão. Além disso, Miss A e Baek A-yeon, que haviam feito parte da extinta AQ Entertainment – como resultado da fusão, também se juntaram à JYP Entertainment.

## Artistas
Todos os artistas sob a JYP Entertainment, são conhecidos coletivamente como JYP Nation, similar a SM Town e YG Family.
| Grupos - 2PM - TWICE - Stray Kids - ITZY - GOLDEN GIRLS - KickFlip Sub-units - MISAMO (TWICE) |  | Solistas - J.Y. Park - Jang Woo-young - Jun. K - Lee Jun-ho - Nichkhun - Nayeon - Jihyo - Tzuyu |

### Studio J
| Bandas - Day6 - Xdinary Heroes Sub-units - Even of Day (Day6) |  | Solistas - Young K - Dowoon - Wonpil |

### Outros
- BOY STORY (New Creative Content Entertainment)
- NiziU (JYPE Japan Inc., gerenciado pela Sony Music Japan)

- Yao Chen (Fanling Culture Media Ltd.)
- NMIXX (SQU4D)
- VCHA (JYPE USA. Inc., gerenciado pela Republic Records)
- NEXZ (JYPE Japan Inc., gerenciado pela Sony Music Japan)

## Ex-artistas
| Debut | Artista      | Solista / Grupo                                         | Saída |
| ----- | ------------ | ------------------------------------------------------- | ----- |
| 2000  | Park Ji Yoon | Solista                                                 | 2003  |
| 2002  | Rain         | Solista                                                 | 2007  |
| 2005  | J-Lim        | Solista                                                 | 2012  |
| 2007  | HyunA        | Wonder Girls                                            | 2007  |
| 2007  | Sohee        | Wonder Girls                                            | 2013  |
| 2007  | 8Eight       | Baek Chan, Lee Hyun e Joo Hee                           | 2014  |
| 2007  | Sunye        | Wonder Girls                                            | 2015  |
| 2007  | Wonder Girls | Sunmi, Yubin Yeeun e Hyelim                             | 2017  |
| 2008  | Jay Park     | 2PM                                                     | 2010  |
| 2008  | Joo          | Solista                                                 | 2015  |
| 2008  | 2AM          | JinWoon, Seulong e Changmin                             | 2015  |
| 2010  | Jia          | miss A                                                  | 2016  |
| 2010  | Jo Kwon      | 2AM/Solista                                             | 2017  |
| 2010  | miss A       | Fei, Min e Suzy                                         | 2017  |
| 2014  | Got7         | Mark, JB, Jackson, Jinyoung, Youngjae, BamBam e Yugyeom | 2021  |
| 2015  | Junhyeok     | Day6                                                    | 2016  |
| 2015  | Somi         | I.O.I/Solista                                           | 2018  |
| 2015  | 15&          | Jimin Park e Baek Yerin                                 | 2019  |
| 2022  | Nmixx        | Jinni                                                   | 2022  |